# القوة العربية الليبية
تم إنشاء القوة العربية الليبية ، المعروفة أيضًا باسم جيش السنوسي ، والتي تتكون من خمس كتائب مشاة مكونة من متطوعين ، لمساعدة المجهود الحربي البريطاني. وباستثناء اشتباك عسكري واحد بالقرب من بنغازي ، فإن دور هذه القوة لم يتعدى مهام الدعم والدرك. كانت تعرف في البداية باسم القوة العربية البريطانية وأطلق عليها اسم قوة دفاع برقة في مارس 1943.
بعد اندلاع الحرب العالمية الثانية عام 1939 ، دعم إدريس الليبي المملكة المتحدة - التي كانت الآن في حالة حرب مع إيطاليا - على أمل تخليص بلاده من الاحتلال الإيطالي. وقال إنه حتى لو انتصر الإيطاليون ، فإن الوضع بالنسبة للشعب الليبي لن يختلف عما كان عليه قبل الحرب. اتفق المندوبون من كل من برقة والجمهورية الطرابلسية على أن إدريس يجب أن يبرم اتفاقيات مع البريطانيين بأنهم سيحصلون على الاستقلال مقابل الدعم أثناء الحرب.
تم تكليف ڤلاديمير پينياكوف كملازم ثان خدم في القوة العربية الليبية. قبل إنشاء وحدة تعرف باسم جيش بوبسكي الخاص.
بعد وقت قصير من دخول إيطاليا الحرب ، دعا عدد من القادة الليبيين الذين يعيشون في المنفى في مصر مواطنيهم إلى تنظيم أنفسهم في وحدات عسكرية والانضمام إلى البريطانيين في الحرب ضد دول المحور. تم إنشاء خمس كتائب ، والتي كانت مصممة في البداية لحرب العصابات في منطقة الجبل الأخضر في برقة ، تحت القيادة البريطانية. نظرًا لأن الحركة العالية للحملات الصحراوية تتطلب درجة كبيرة من الخبرة الفنية والميكانيكية ، فقد تم استخدام القوات الليبية في المقام الأول كمساعدات ، وحراسة المنشآت العسكرية والسجناء. ومع ذلك ، شاركت كتيبة واحدة في القتال عند حصار طبرق (أبريل - نوفمبر 1941).
بعد أن نجحت بريطانيا في احتلال الأراضي الليبية ، بدت الحاجة إلى قوات السنوسي المدربة والمجهزة من قبل البريطانيين. ومع ذلك ، كان جيش السنوسي مترددًا في حله ، وتم ترتيب غالبية أعضائه ليتم نقلهم إلى قوة الشرطة المحلية في برقة تحت الإدارة العسكرية البريطانية. تم حلها أخيرًا في أغسطس وسبتمبر 1943. عندما حصلت ليبيا على استقلالها في عام 1951 ، شكل قدامى المحاربين في جيش السنوسي الأصلي نواة الجيش الملكي الليبي.
يمكن إرجاع جذور 1951 - 2011 القوات المسلحة الليبية إلى القوة العربية الليبية (شعبياً).